# Chaetopleura hennahi
Chaetopleura hennahi är en blötdjursart som först beskrevs av Gray 1828.  Chaetopleura hennahi ingår i släktet Chaetopleura och familjen Ischnochitonidae. Inga underarter finns listade i Catalogue of Life.